# 普賴爾峰
普賴爾峰（英語：Pryor Peak），是南極洲的山峰，位於葛拉漢地的盧貝海岸，處於阿羅史密斯半島，屬於廷德爾山脈的一部分，海拔高度約600米，現時由南極條約體系管理。